# Out Campaign

Le « A écarlate » de la campagne pour la déclaration publique de son athéisme.

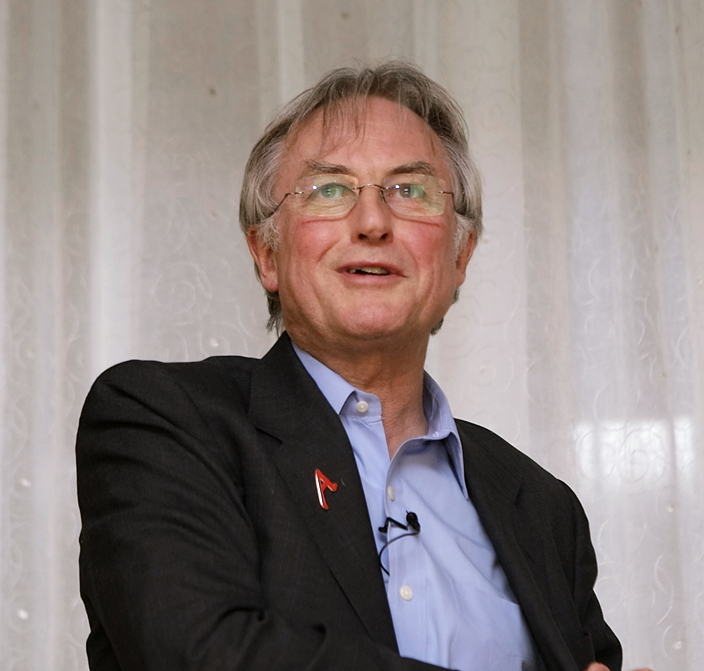
Richard Dawkins, portant une épinglette « A écarlate » (2008).

La Out Campaign (que l’on pourrait traduire par « le coming-out des athées ») est une initiative du célèbre scientifique athée Richard Dawkins (auteur du livre Pour en finir avec Dieu) pour promouvoir la libre-pensée et l’athéisme. Le but de cette campagne est de présenter une image plus positive de l’athéisme en aidant les athées du monde entier à se reconnaître, notamment par le port de la « lettre écarlate » (un grand A rouge). 

## But
Ceux qui souhaitent faire partie de cette campagne sont invités à se faire connaître, faire connaître leur point de vue, modifier les stéréotypes, défendre la laïcité des institutions, et se faire reconnaître comme force politique. Les athées sont donc encouragés à « sortir du placard ». 

« Il y a beaucoup d’athées qui devraient sortir du placard »

— Richard Dawkins
Dawkins, le porte-drapeau du mouvement, a fait savoir que la campagne de reconnaissance des homosexuels avait été l’une de ses sources d’inspiration. Out Campaign encourage les athées à :
1. défendre la laïcité et l’idée que la religion ne doit pas influencer les écoles et les gouvernements, tout en refusant les intimidations issues des groupements religieux
2. faire connaître leur point de vue, notamment sur leurs croyances et leurs valeurs éthiques, sans se laisser intimider, pour aider les gens à s’apercevoir que les athées représentent un groupe divers qui ne peut être généralisé
3. modifier les stéréotypes en parlant de l’athéisme pour en répandre une conception positive
4. se faire reconnaître et devenir visible au sein de leur communauté en s’impliquant dans la campagne et en portant le « A écarlate ».

## Produits dérivés
La campagne produit des vêtements discrets, centrés autour du « A écarlate » et du mot anglais out, généralement typographié différemment du reste de la phrase. Le mot « athéisme » n’est pas mentionné en lui-même, mais le A écarlate est l’un des symboles les plus célèbres de l’athéisme sur Internet. La campagne ne prend aucune religion pour cible, s’opposant plutôt au théisme en lui-même, mais des groupements chrétiens américains commencent à y répondre, percevant dans l’initiative une incitation à reprendre leur combat. 
La campagne produit pour l’instant des T-shirts, des pulls, des autocollants pour voitures, des autocollants et des épinglettes, vendus sur le site internet de la Fondation Richard Dawkins pour la raison et la science. 
Il existe également une application sur Facebook, qui propose aux utilisateurs de faire leur coming-out auprès de leurs amis. L’application affiche la Lettre écarlate sur le profil des utilisateurs et les encourage à inciter d’autres amis à le faire.